# Promachus testaceipes
Promachus testaceipes là một loài ruồi trong họ Asilidae. Promachus testaceipes được Macquart miêu tả năm 1855.